# Polopos
Polopos é um município da Espanha na província de Granada, comunidade autónoma da Andaluzia, de área 26,79 km² com população de 1645 habitantes (2007) e densidade populacional de 55,73 hab/km².

## Demografia
| Variação demográfica do município entre 1991 e 2004 | Variação demográfica do município entre 1991 e 2004 | Variação demográfica do município entre 1991 e 2004 | Variação demográfica do município entre 1991 e 2004 |
| --------------------------------------------------- | --------------------------------------------------- | --------------------------------------------------- | --------------------------------------------------- |
| 1991                                                | 1996                                                | 2001                                                | 2004                                                |
| 1210                                                | 1252                                                | 1358                                                | 1493                                                |